# Ichneumon ochropsis
Ichneumon ochropsis är en stekelart som beskrevs av Cuvier 1833. Ichneumon ochropsis ingår i släktet Ichneumon och familjen brokparasitsteklar. Inga underarter finns listade i Catalogue of Life.